# العلاقات الليختنشتانية النيوزيلندية
العلاقات الليختنشتانية النيوزيلندية هي العلاقات الثنائية التي تجمع بين ليختنشتاين ونيوزيلندا.

## مقارنة بين البلدين
هذه مقارنة عامة ومرجعية للدولتين:
| وجه المقارنة                                              | ليختنشتاين                                 | نيوزيلندا                                              |
| --------------------------------------------------------- | ------------------------------------------ | ------------------------------------------------------ |
| المساحة (كم2)                                             | 16                                         | 268.02 ألف                                             |
| عدد السكان (نسمة)                                         | 37.47 ألف                                  | 4.24 مليون                                             |
| الكثافة السكانية (ن./كم²)                                 | 234.19 ألف                                 | 15.82                                                  |
| العاصمة                                                   | فادوتس                                     | ويلينغتون، أوكلاند                                     |
| اللغة الرسمية                                             | اللغة الألمانية                            | لغة إنجليزية، اللغة الماورية، لغة الإشارة النيوزيلندية |
| العملة                                                    | فرنك سويسري                                | دولار نيوزيلندي، الجنيه النيوزيلندي                    |
| الناتج المحلي الإجمالي (بليون دولار)                      | 6.29 مليار                                 | 205.85 مليار                                           |
| الناتج المحلي الإجمالي (تعادل القوة الشرائية) بليون دولار |                                            |                                                        |
| الناتج المحلي الإجمالي الاسمي للفرد دولار أمريكي          |                                            |                                                        |
| الناتج المحلي الإجمالي للفرد دولار أمريكي                 |                                            |                                                        |
| مؤشر التنمية البشرية                                      | 0.908                                      | 0.914                                                  |
| رمز المكالمات الدولي                                      | +423                                       | +64                                                    |
| رمز الإنترنت                                              | .li                                        | .nz                                                    |
| المنطقة الزمنية                                           | توقيت وسط أوروبا، ت ع م+01:00، ت ع م+02:00 | ت ع م+13:00، ت ع م+12:00                               |

## منظمات دولية مشتركة
يشترك البلدان في عضوية مجموعة من المنظمات الدولية، منها:
| علم المنظمة | اسم المنظمة                   | تاريخ انضمام ليختنشتاين | تاريخ انضمام نيوزيلندا |
| ----------- | ----------------------------- | ----------------------- | ---------------------- |
|             | الاتحاد البريدي العالمي       | ?                       | ?                      |
|             | الاتحاد الدولي للاتصالات      | 25 يوليو 1963           | 3 يونيو 1878           |
|             | منظمة حظر الأسلحة الكيميائية  | ?                       | ?                      |
|             | منظمة التجارة العالمية        | ?                       | ?                      |
|             | منظمة الشرطة الجنائية الدولية | ?                       | ?                      |
|             | الأمم المتحدة                 | 18 سبتمبر 1990          | 24 أكتوبر 1945         |

## وصلات خارجية
- موقع وزارة الخارجية النيوزيلندية